# Gringo (film)
A Gringo 2018-ban bemutatott amerikai bűnügyi filmvígjáték, melyet Anthony Tambakis és Matthew Stone forgatókönyve alapján Nash Edgerton rendezett. A főbb szerepekben David Oyelowo, (a filmet producerként is jegyző) Charlize Theron, Joel Edgerton, Amanda Seyfried és Thandiwe Newton látható.
Az Amerikai Egyesült Államokban 2018. március 9-én mutatták be a filmet az Amazon Studios és az STXfilms forgalmazásában. Magyarországon 2019. március 22-én került mozikba.
A film világszerte 11 millió dolláros bevételt szerzett és negatív kritikákat kapott.

## Szereplők
| Szereplő                 | Színész           | Magyar hang          |
| ------------------------ | ----------------- | -------------------- |
| Harold Soyinka           | David Oyelowo     | Papp Dániel          |
| Richard Rusk             | Joel Edgerton     | Dolmány Attila       |
| Elaine Mark              | Charlize Theron   | Létay Dóra           |
| Sunny                    | Amanda Seyfried   | Czető Zsanett        |
| Bonnie Soyinka           | Thandiwe Newton   | F. Nagy Erika        |
| Mitch Rusk               | Sharlto Copley    | Sarádi Zsolt         |
| Nelly                    | Paris Jackson     | Dobó Enikő           |
| Villegas / Fekete Párduc | Carlos Corona     | Koncz István         |
| Celerino Sanchez         | Hernán Mendoza    | Jantyik Csaba        |
| Ronaldo Gonzalez         | Diego Cataño      | Penke Bence          |
| Ernesto Gonzalez         | Rodrigo Corea     | Szűcs Péter Pál      |
| Angel Valverde           | Yul Vazquez       | Szabó Sipos Barnabás |
| Miles                    | Harry Treadaway   | Szatory Dávid        |
| Jerry                    | Alan Ruck         | Fazekas István       |
| Marty                    | Kenneth Choi      | Vári Attila          |
| Mia                      | Melonie Diaz      | Illésy Éva           |
| Roberto Vega             | Hector Kotsifakis | Haagen Imre          |
| Jamaszura Sigetosi       | Glenn Kubota      | Botár Endre          |
| Justin                   | Theo Taplitz      | Boldog Gábor         |

## Fordítás
- Ez a szócikk részben vagy egészben  a   Gringo (2018 film) című angol Wikipédia-szócikk fordításán alapul.  Az eredeti cikk szerkesztőit annak laptörténete sorolja fel. Ez a jelzés csupán a megfogalmazás eredetét és a szerzői jogokat jelzi, nem szolgál a cikkben szereplő információk forrásmegjelöléseként.